# Duinwolfspin
De duinwolfspin of weidewolfspin (Pardosa monticola) is een spinnensoort uit de familie van de wolfspinnen (Lycosidae).
De wetenschappelijke naam van de soort werd, als Araneus monticola,  in 1758 gepubliceerd door Carl Alexander Clerck.

## Kenmerken
De duinwolfspin heeft een lichaamslengte van 4 tot 6 mm. Het voorlichaam is donkerbruin met drie duidelijk begrensde, lichte lengtebanden, de middelste naar voren toe sterk versmallend, de beide zijbanden vaak door een donkere langsstreep in twee parallelle langsstrepen opgedeeld. De driehoekige plaat van het epigyne is meestal duidelijk langer dan breed.

## Voorkomen
De soort komt voor in het Palearctisch gebied, inclusief Nederland en België. Hij leeft in open, droog terrein, vooral op stevige of rotsige berghellingen.

## Beschermingsstatus
In België staat de soort op de Vlaamse Rode Lijst als bedreigd.